# Aigion
Aigion (en grec ancien et katharévousa, Αἴγιον) ou Aigio (en grec démotique Αίγιο), en latin : Aegium, parfois romanisé Egio ou Egion, et aussi appelé sous la Francocratie La Vostice, est une ville de Grèce, au nord du Péloponnèse (Achaïe), sur le golfe de Corinthe. Sa population avoisine les 20 000 habitants. Elle est le siège du dème d'Égialée
Dans l'Antiquité, elle faisait partie des douze villes de la ligue achéenne et c'est celle où se tenaient les assemblées générales de cette Ligue. Aratos de Sicyone y mourut.
Du Moyen Âge au XIXe siècle, la ville portait le nom de Vostitza ou Vostitsa (Βοστίτσα), d'origine probablement slave. Elle a été rebaptisée après la guerre d'indépendance. Au moment de l'occupation franque du Péloponnèse, de 1204 à 1428, elle est une composante de la principauté d'Achaïe et le siège de la baronnie de Vostitza. 
C'est dans cette ville qu'eut lieu, en 1821, une assemblée secrète (el) de l'Hétairie qui prépara le soulèvement de la Grèce en 1821.
Le Voyage des comédiens de Theo Angelopoulos se passe en grande partie à Aigion.